# Rafael Ángel Calderón Guardia
Rafael Ángel Calderón Guardia (San José, 8 marzo 1900 – San José, 9 giugno 1970) è stato un politico costaricano.
È stato Presidente della Costa Rica dal maggio 1940 al maggio 1944, come rappresentante del Partito Repubblicano Nazionale. 
Di professione medico, si era formato in Belgio, all'Université catholique de Louvain e all'Université libre de Bruxelles.